# Josèp d'Arbaud
Josèp de Arbaud (Jóusè de Arbaud en norma mistralense, Joseph de Arbaud según el estado  francés (Mairarga, Provenza, 4 de octubre de 1874 - Aix-en-Provence, 2 de marzo de 1950) fue un escritor en occitano provenzal.

## Biografía

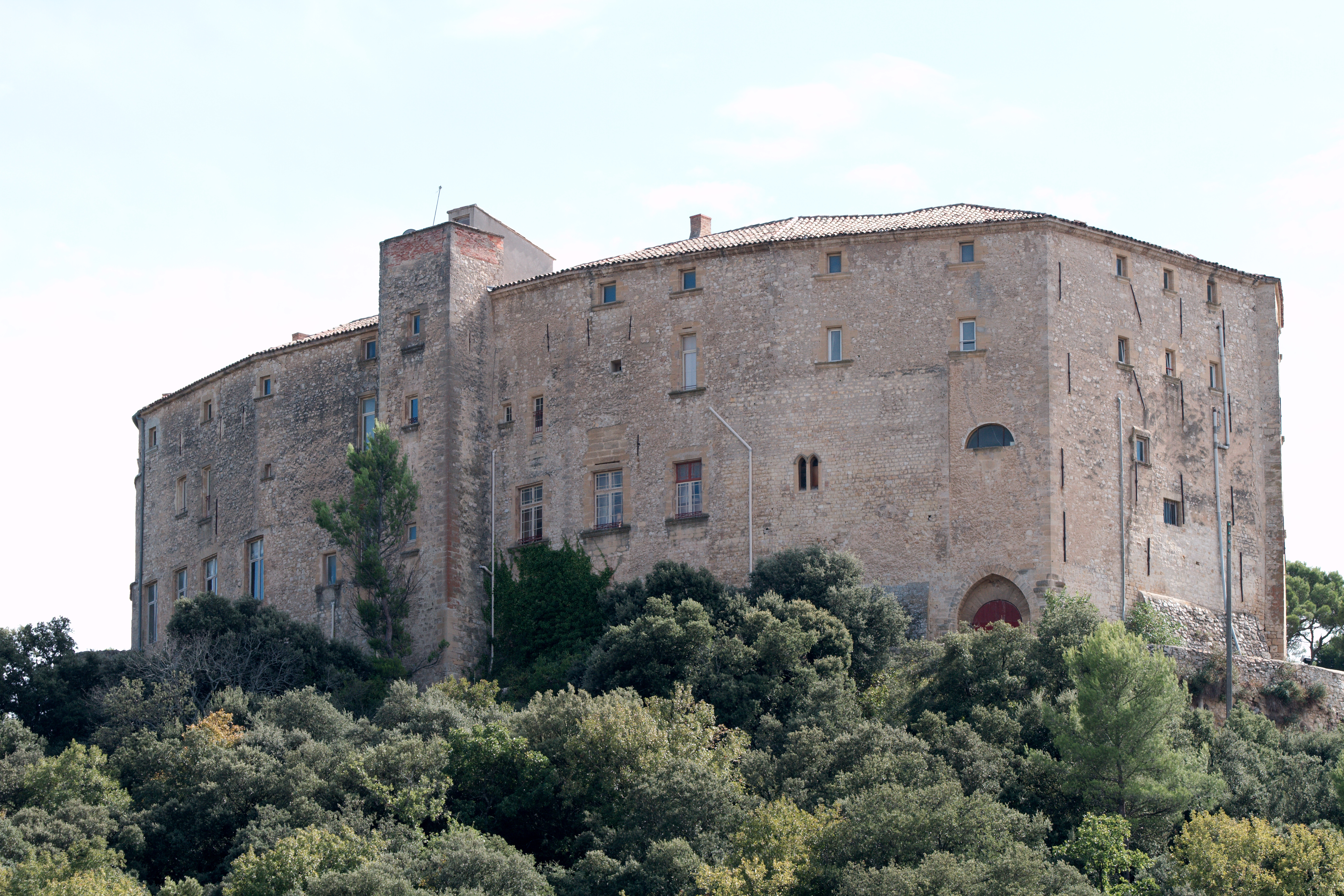
El Castillo de Mairarga

Josèp de Arbaud nació en 1874 en el seno de una familia adinerada de Mairarga. Su padre era Felip de Arbaud y su madre Maria Loïsa Valèra Martin, una poetisa que había escrito una recolección poemas llamados Lis amoras de orillas, y quien fue la que le transmitió su pasión por la lengua de òc.

Cuando cumplió 10 años, fue a estudiar en el colegio de los jesuitas a Aviñón y después empezó estudios de derecho en Aix en Provenza. Después de algunos años se relacionó con jóvenes escritores de la ciudad como Joaquim Gasquet. Se instaló en Camarga y se convirtió en ganadero, como ya lo había hecho su primo Folco de Baroncelli-Javon, algunos años antes. Fue socio de la Nación Gardiana y fue hecho
Mayoral de Felibrigio en 1918.
Su obra mayor y principal obra es La bestia de Vacarés (La bèstio dóu Vacarès), un relato poético-onírico situado dentro de la Camarga.